# Ruth Harris (Historikerin)
Ruth Harris (* 25. Dezember 1958) ist eine US-amerikanische Historikerin. Sie wurde 2011 Professorin für Neuere Geschichte an der Universität Oxford und 2016 Senior Research Fellow am All Souls College in Oxford. Zuvor war sie von 1983 bis 1987 Junior Research Fellow am St. John’s College in Oxford, von 1987 bis 1990 Associate Professor am Smith College und von 1990 bis 2016 Fellow am New College in Oxford.
Sie wurde 2010 für ihr Buch The Man on Devil’s Island, eine Biographie über Alfred Dreyfus, mit dem Wolfson History Prize ausgezeichnet.

## Schriften (Auswahl)
- (1989). Murders and madness: medicine, law, and society in the fin de siècle. Oxford: Clarendon Press. ISBN 978-0-19-822991-9.
- (1999). Lourdes: body and spirit in a secular age. London: Allen Lane. ISBN 978-0-7139-9186-4.
- (2010). The man on Devil's Island: Alfred Dreyfus and the affair that divided France. London: Allen Lane. ISBN 978-0-7139-9730-9.
- als Herausgeber: (2006). The Art of Survival: Essays in Honour of Olwen Hufton. Oxford Journals. ISBN 978-0-19-920802-9.

| Personendaten    | Personendaten                 |
| ---------------- | ----------------------------- |
| NAME             | Harris, Ruth                  |
| KURZBESCHREIBUNG | US-amerikanische Historikerin |
| GEBURTSDATUM     | 25. Dezember 1958             |